# I demoni dell'aria
I demoni dell'aria (Hell Divers) è un film drammatico-d'avventura statunitense del 1931 diretto da George W. Hill.